# Acalymma vittatum
Acalymma vittatum är en skalbaggsart som först beskrevs av Fabricius 1775.  Acalymma vittatum ingår i släktet Acalymma och familjen bladbaggar. Inga underarter finns listade i Catalogue of Life.

## Bildgalleri

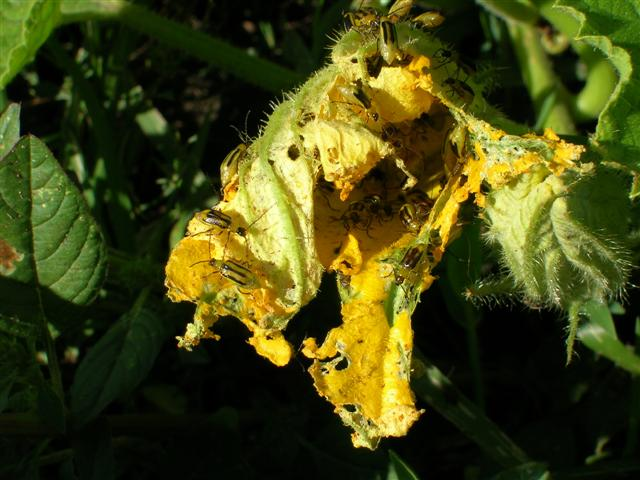
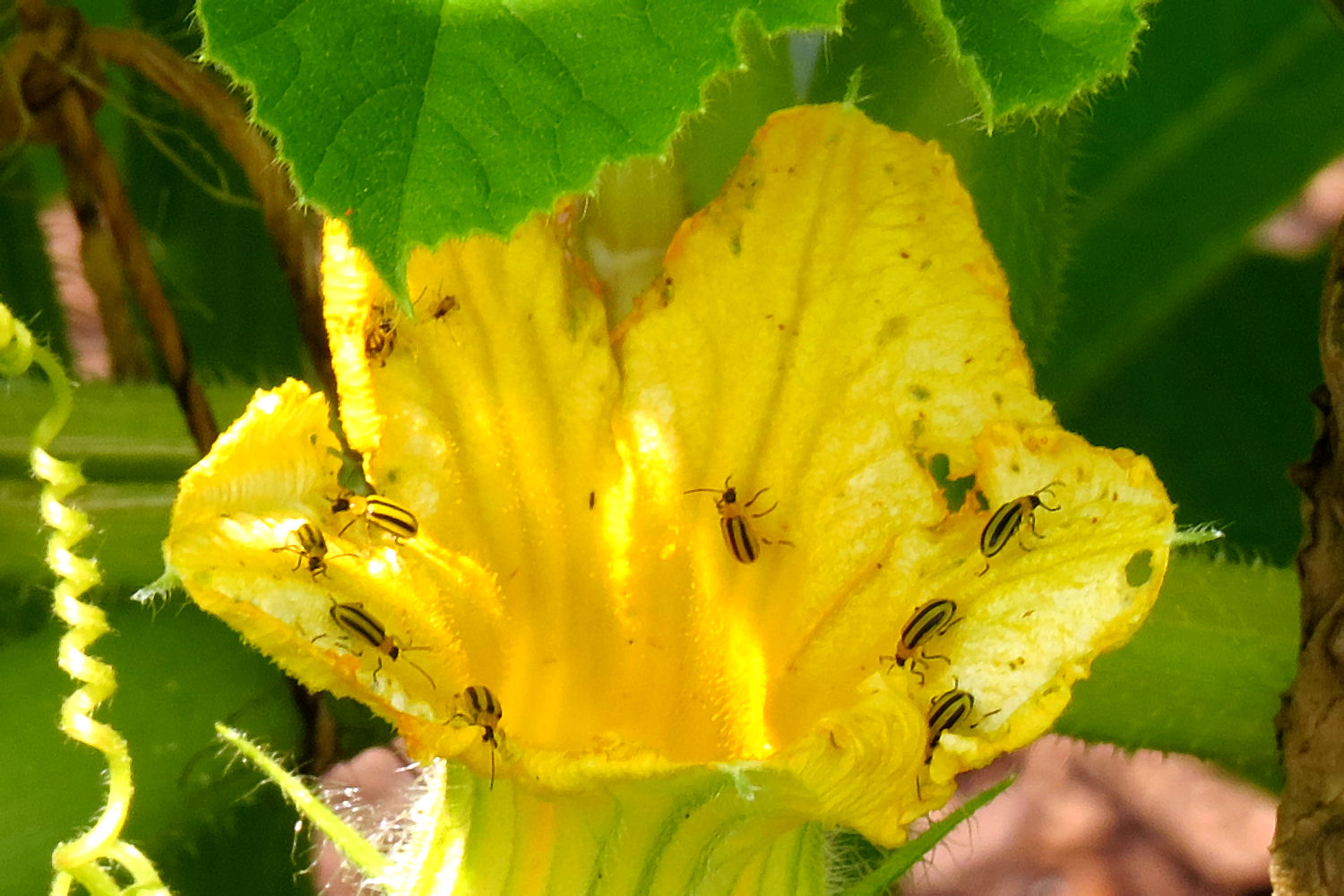
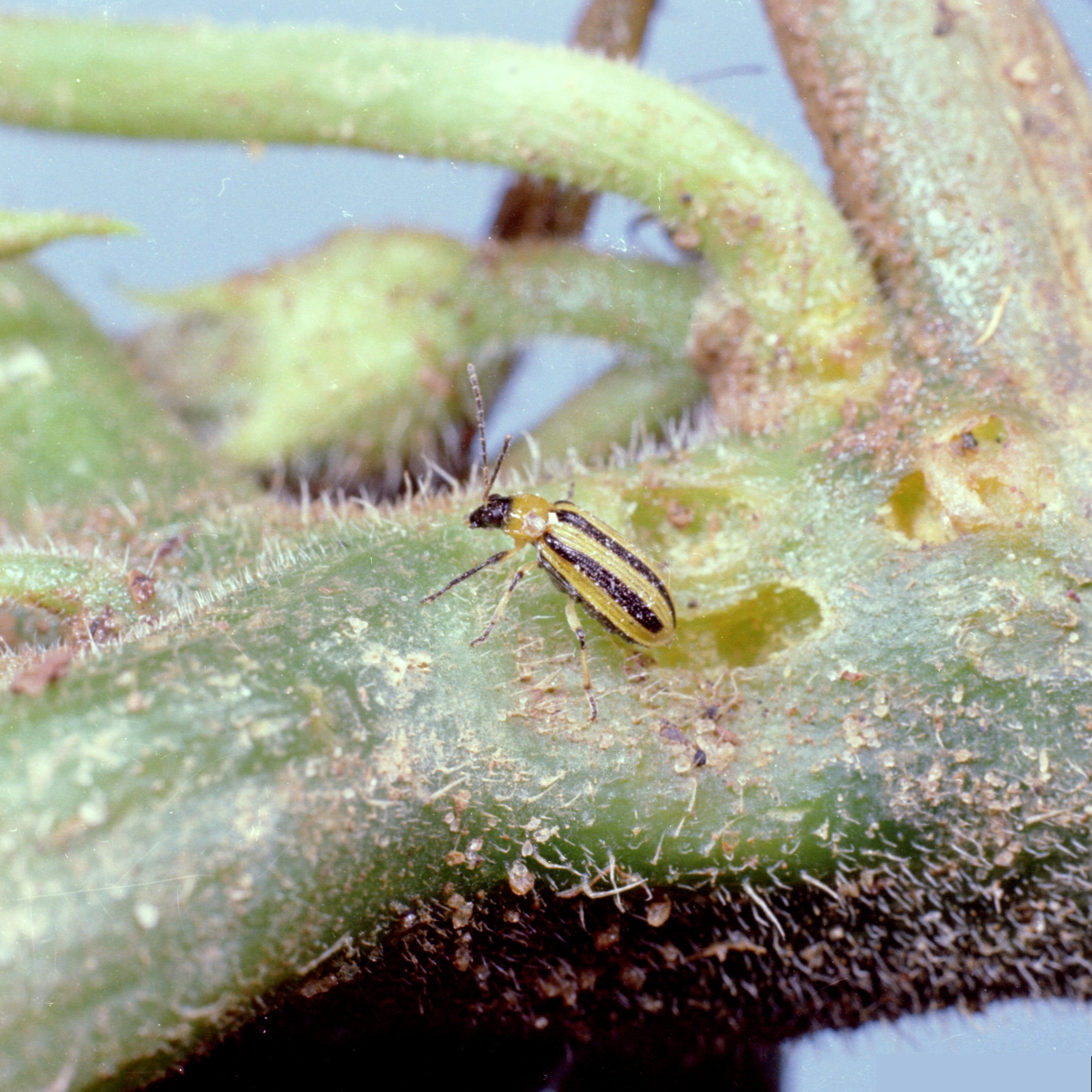
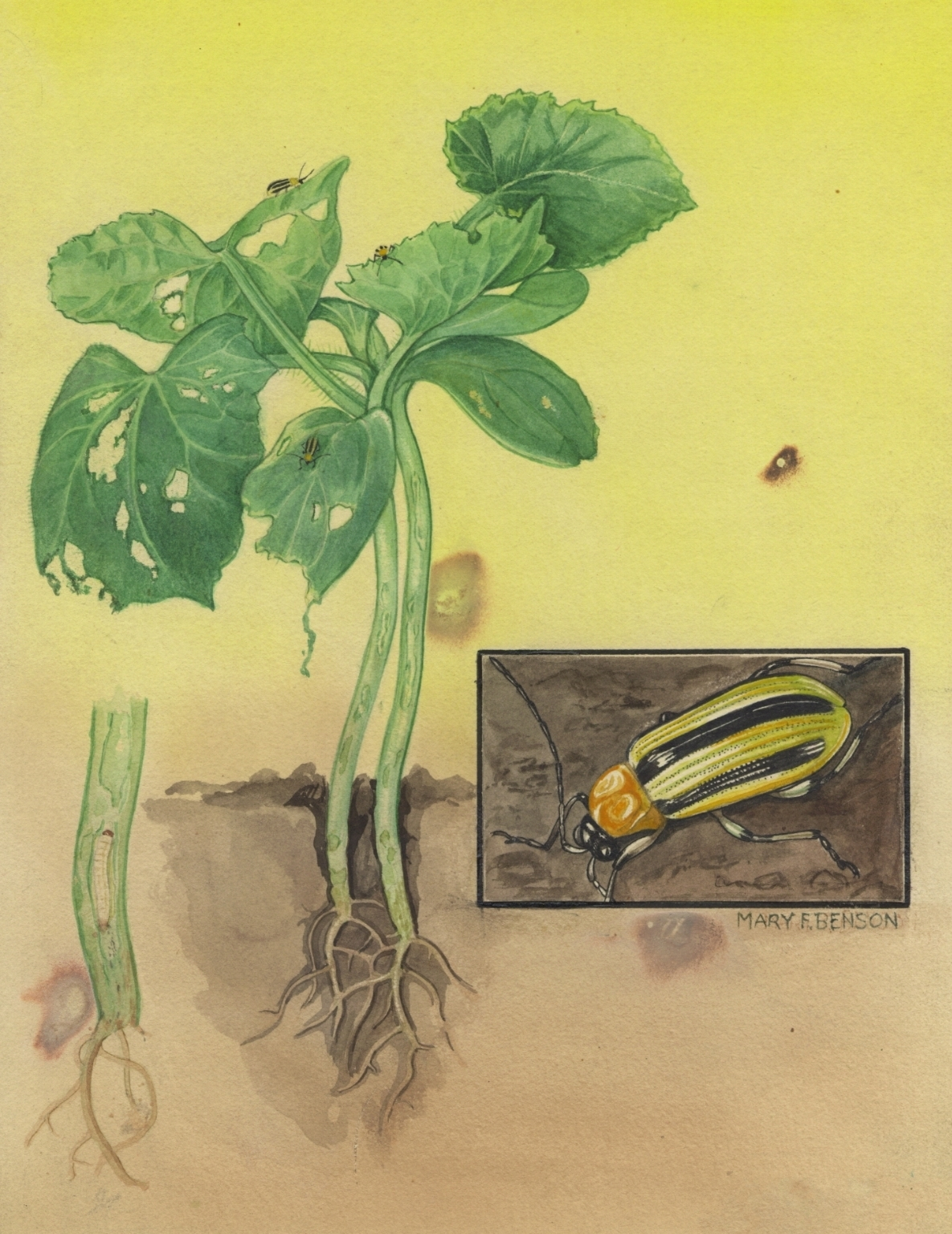
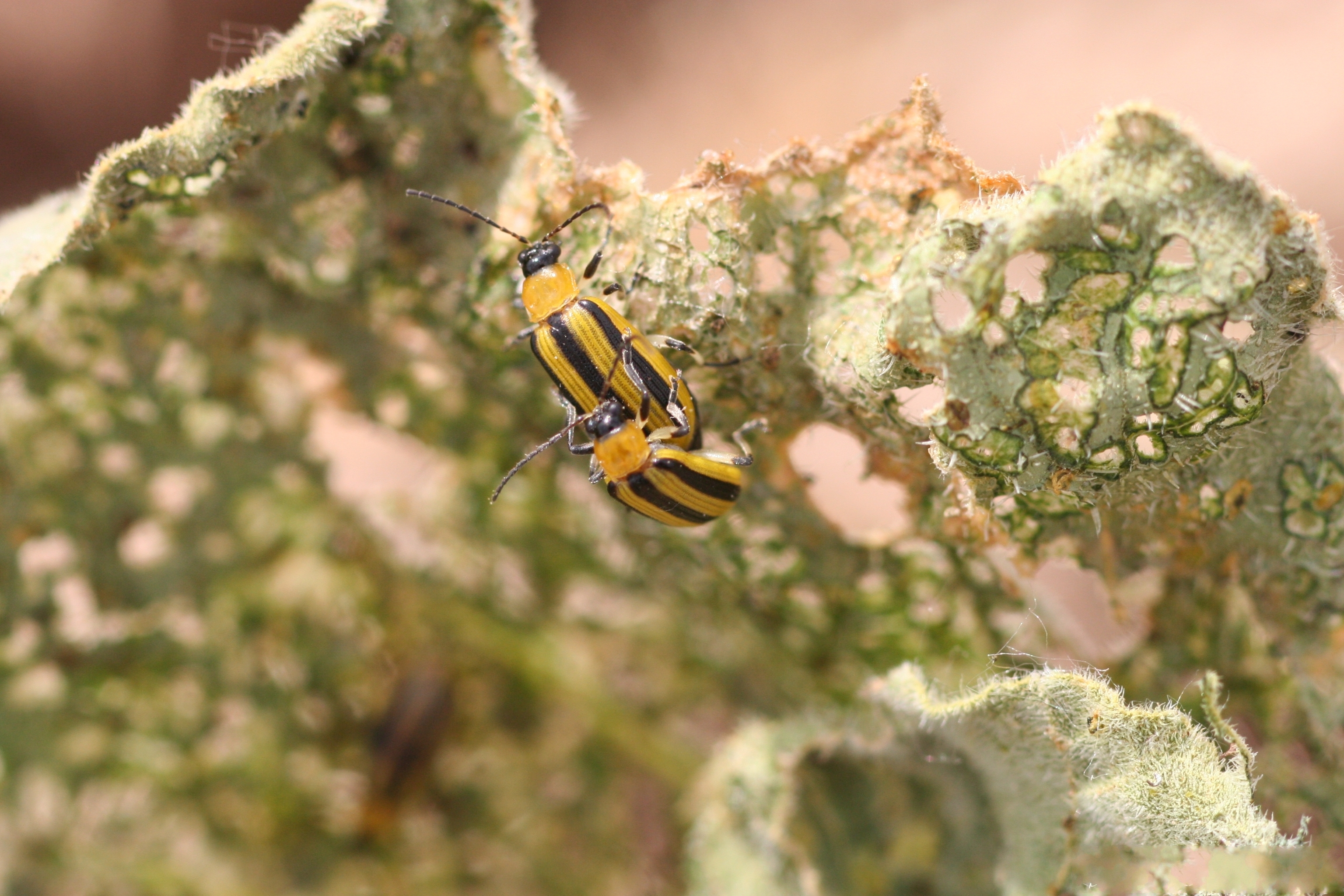